# Dibrachoides eximius
Dibrachoides eximius är en stekelart som beskrevs av Boucek 1991. Dibrachoides eximius ingår i släktet Dibrachoides och familjen puppglanssteklar.
Artens utbredningsområde är:
- Frankrike.
- Spanien.

Inga underarter finns listade i Catalogue of Life.